# Richey
Richey – miasto w Stanach Zjednoczonych, w stanie Montana, w hrabstwie Dawson.